# Wu de Qin
Wu (秦武王 en xinès), també conegut com a Daowulie (秦悼武烈王) o Daowu (秦悼武王) o Wulie (秦武烈王) fou un rei de l'Estat de Qin de 310 aC a 307 aC durant el període dels regnes combatents de la història de la Xina. Malgrat la seva curta època de regnat, el rei Wu no va fer res per la unificació. Envaí alguns dels Estats Combatents, especialment Liang (魏). En el seu quart any, el seu ministre Meng Shuo el desafià en un concurs de portar el quadripod, el rei Wu es va trencar l'os del genoll en tractar de portar el quadripod. A la nit, li sortí sang dels ulls, i molt aviat va morir. Havia ascendit al tron a l'edat de dinou anys, i va morir als 23. Ell només governà durant quatre anys. Després de la mort del Rei Wu, Meng Shuo fou ajusticiat pels altres ministres. Com el Rei Wu morí jove, no va tenir fills. Això provocà confusió en Qin durant un curt període.